# Клод Руе
Клод Руе (фр. Claude Rouer, 25 жовтня 1929 — 23 липня 2021) — французький велогонщик.
Бронзовий призер Олімпійських Ігор 1952 року в командній шосейній гонці.